# Донецький металургійний завод
47°59′09″ пн. ш. 37°48′17″ сх. д. / 47.9858° пн. ш. 37.8046° сх. д.
«Донецький металургійний завод» — металургійний завод у місті Донецьку, одне з найстаріших підприємств південно-східної України. Стара назва — Юзівський металургійний завод.

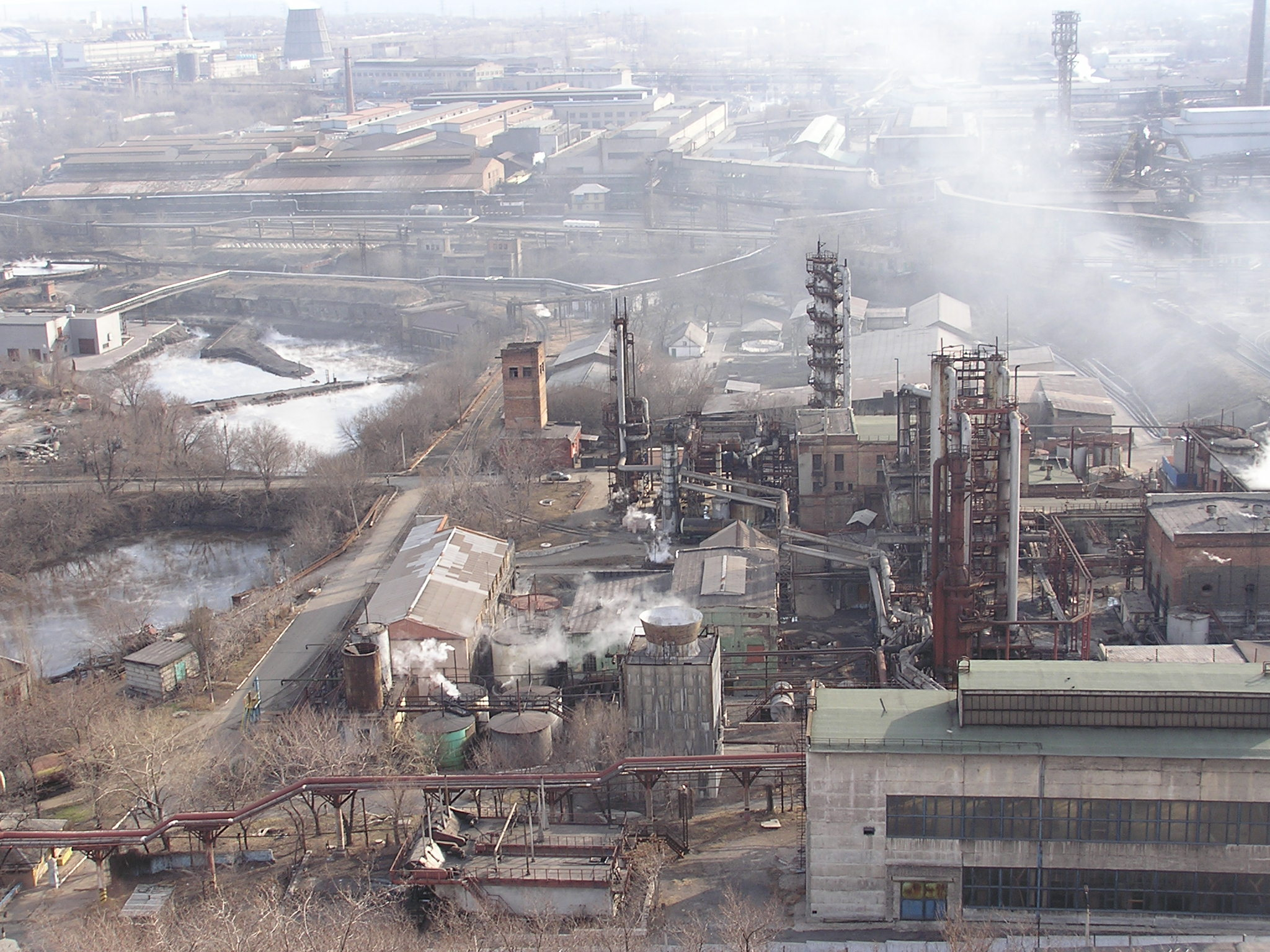
Донецький металургійний завод

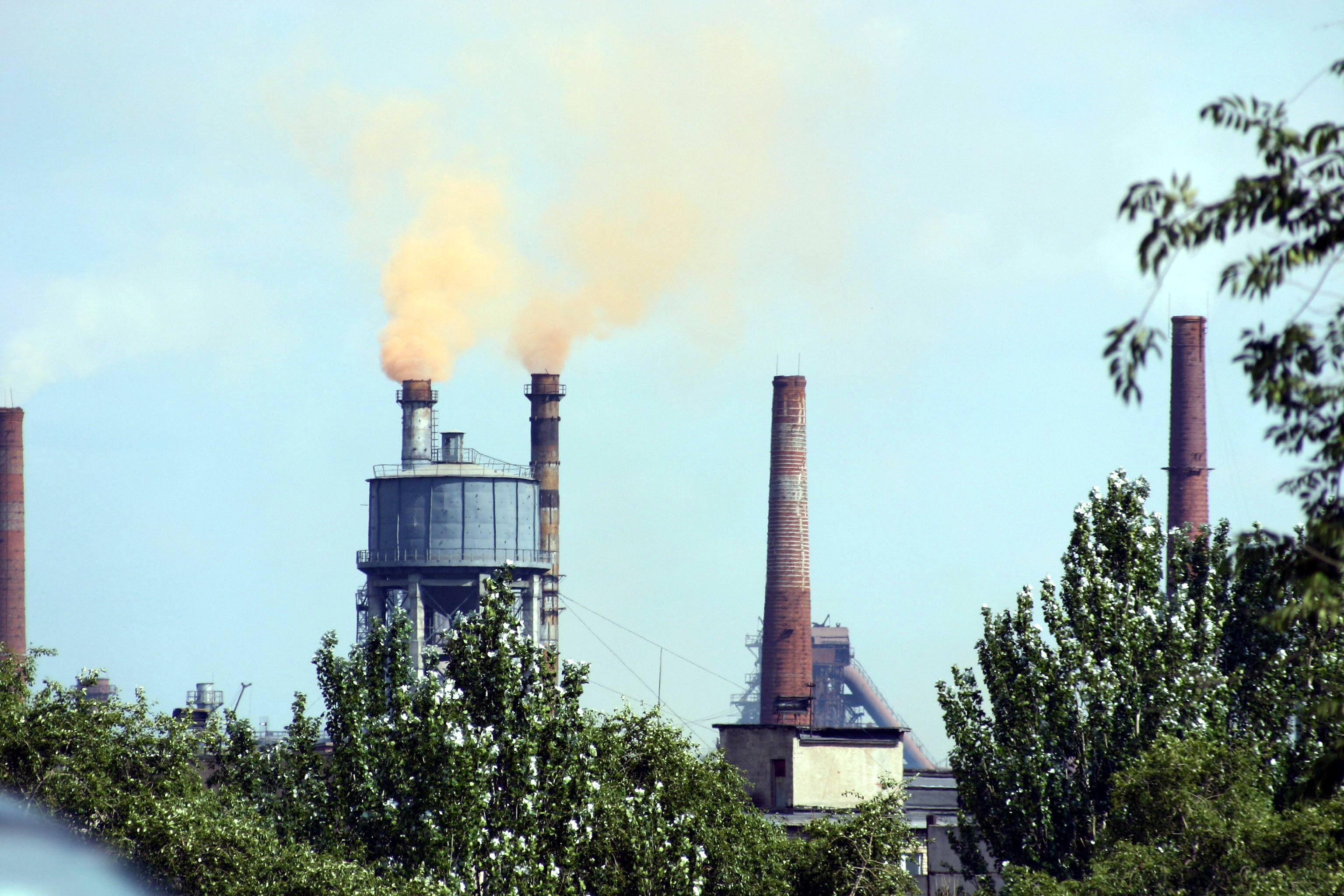
ДМЗ

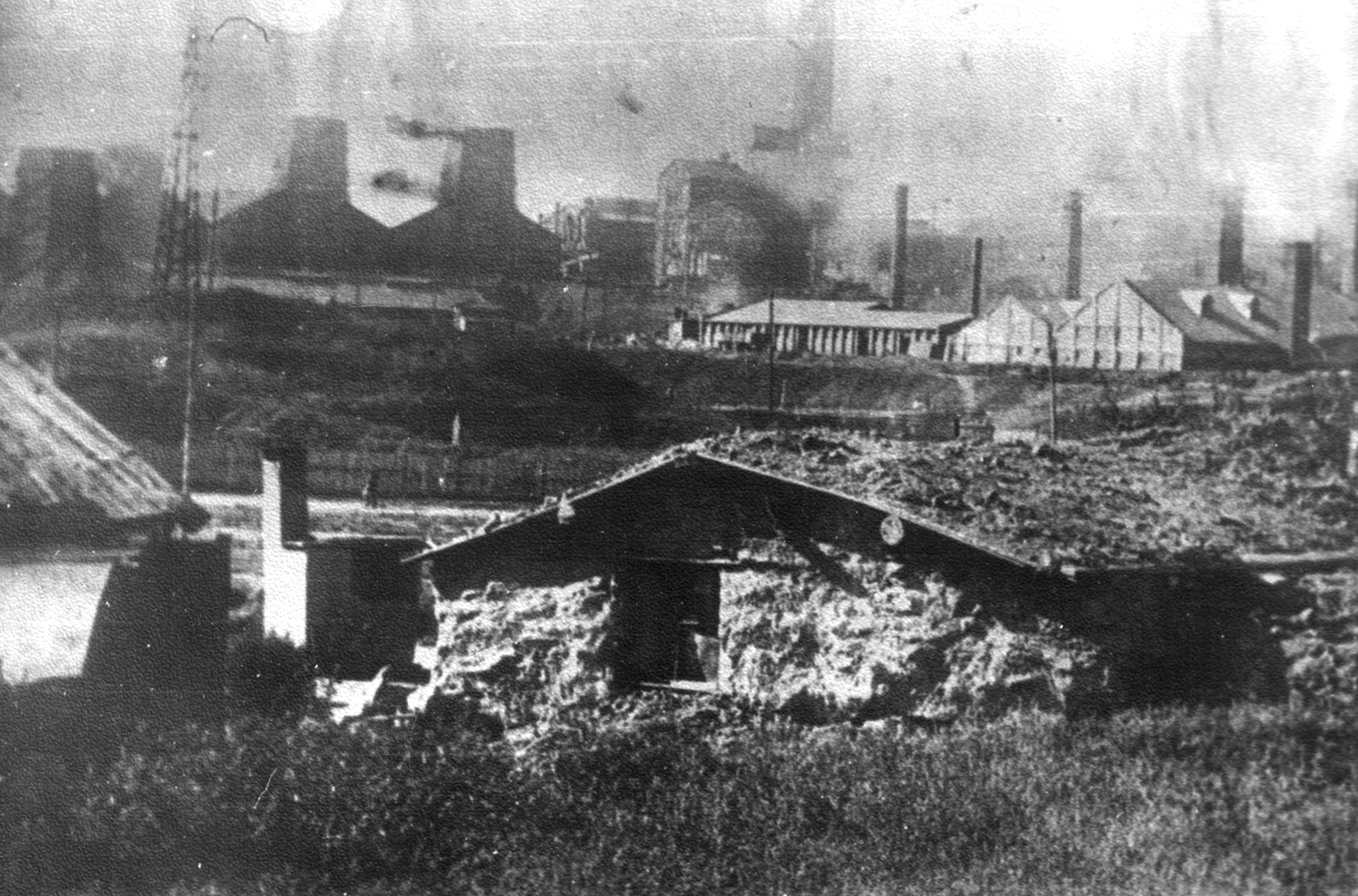
Юзівський завод в кінці ХІХ — на початку ХХ ст. На передньому плані — землянки шахтарів.

З 2002 року називався ЗАТ «Донецьксталь» — «Металургійний завод».
З 2011 року називається ПрАТ «Донецьксталь» — «Металургійний завод». Філіал «Металургійний комплекс».

## Історія

### Заснування. Початки заводу

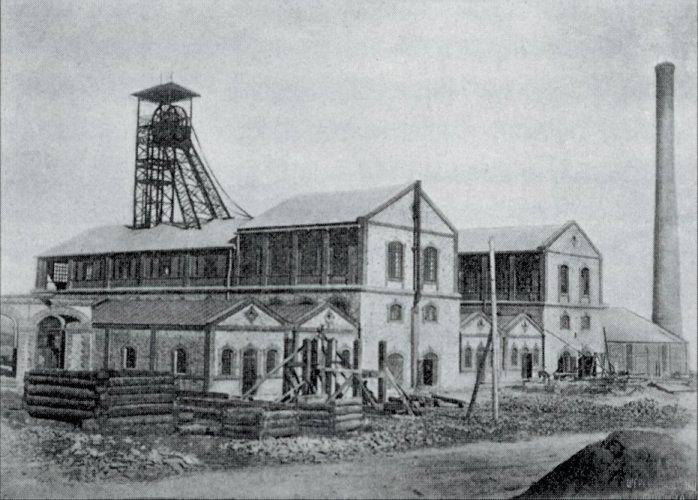
Перша шахта і перша коксова піч на території Юзівського металургійного заводу (Юзівка-Донецьк)

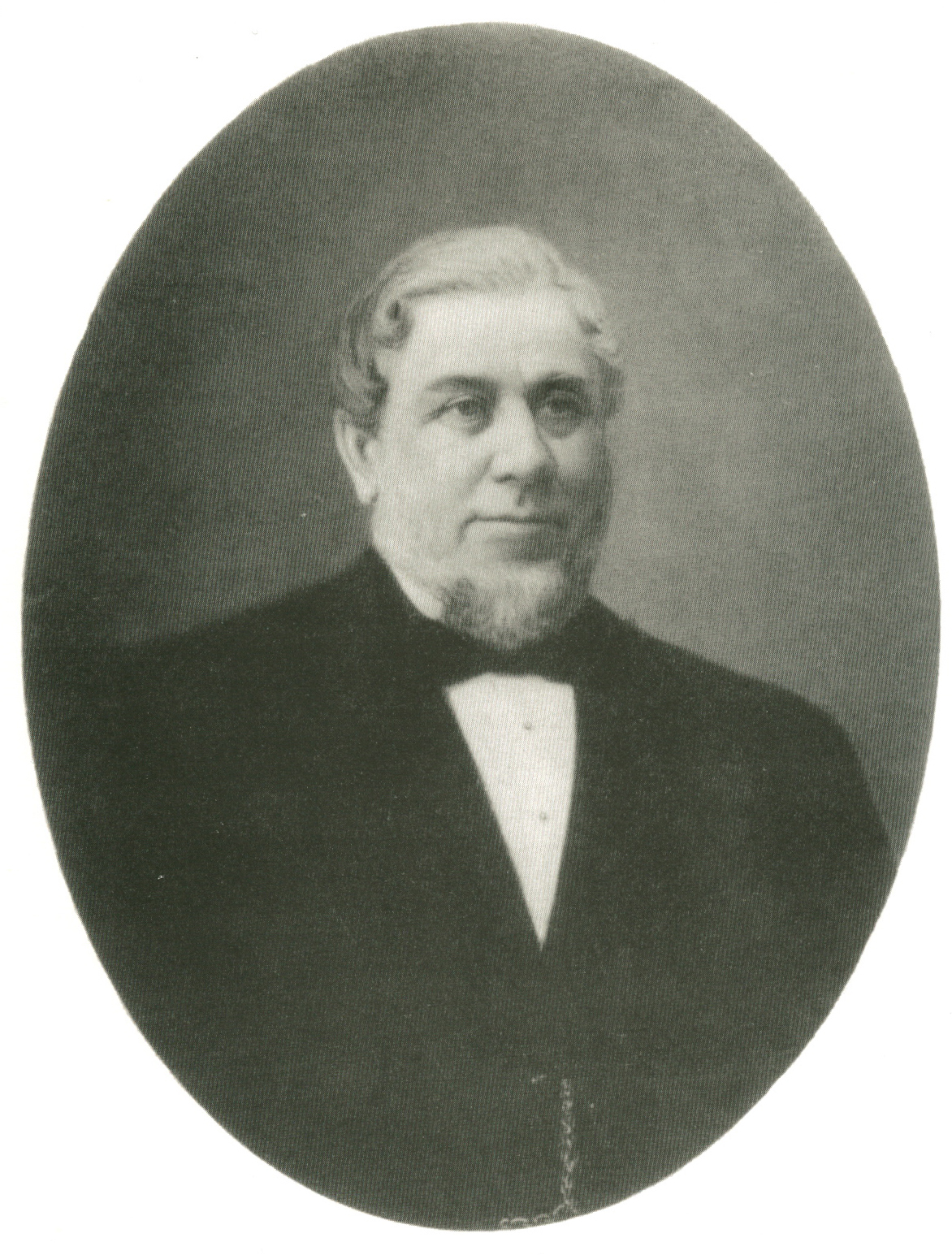
Джон Юз

Завод заснований створеним у 1869 році акціонерним «Новоросійським товариством кам'яновугільного, залізоробного та рейкового виробництв». День народження заводу — початок регулярної виплавки чавуну — 24 січня 1872 року. Директором-розпорядником заводу з початку його будівництва до 1889 року був британський спеціаліст Джон Юз.
Одним з перших у країні завод освоїв виплавку чавуну на мінеральному паливі в доменних печах, прокат залізних, а потім — сталевих рейок, конче необхідних для розвитку мережі залізниць у Донецькому і Дніпропетровському регіонах. До початку двадцятого століття в складі заводу працювали сім доменних і десять мартенівських печей, чотирнадцять прокатних клітей. Завод став найбільшим виробником чавуну в країні.
Протягом вже тривалої історії заводу йому були видані сертифікати: англійським Регістром Ллойда, німецьким Регістром Ллойда, Російським Морським Регістром судноплавства, УкрСЕПРО, Французьким Бюро Верітас, Норвезьким Бюро Верітас і т. д.

### Фотогалерея

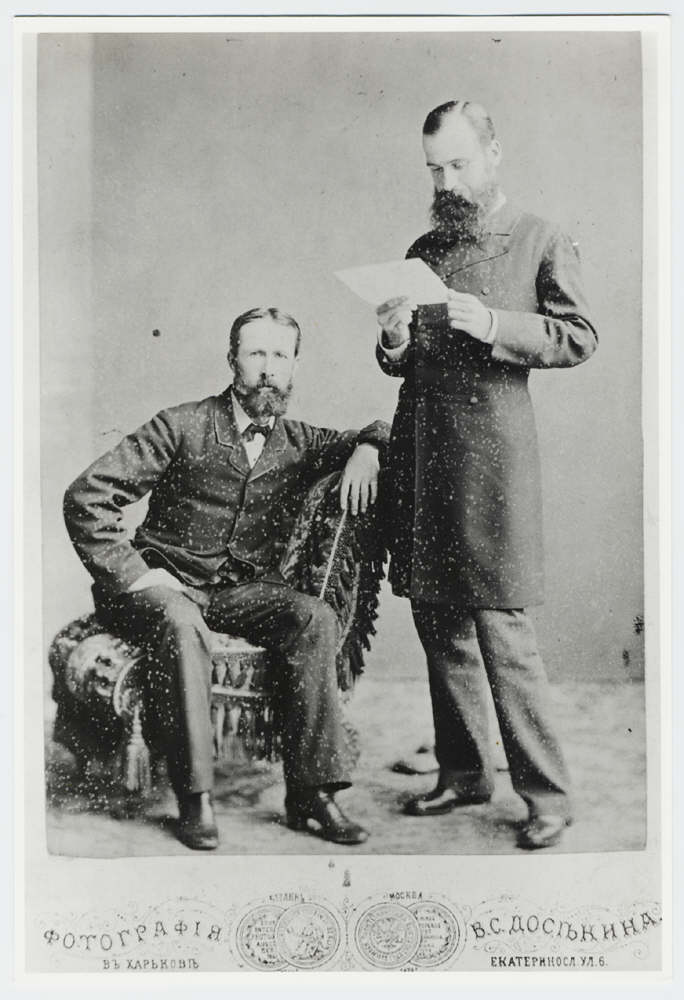
Фото Василя Досекіна: Сини Джона Юза: Юз Джон Джеймс молодший (сидить) і Юз Айвер — директори-розпорядники Юзівського заводу
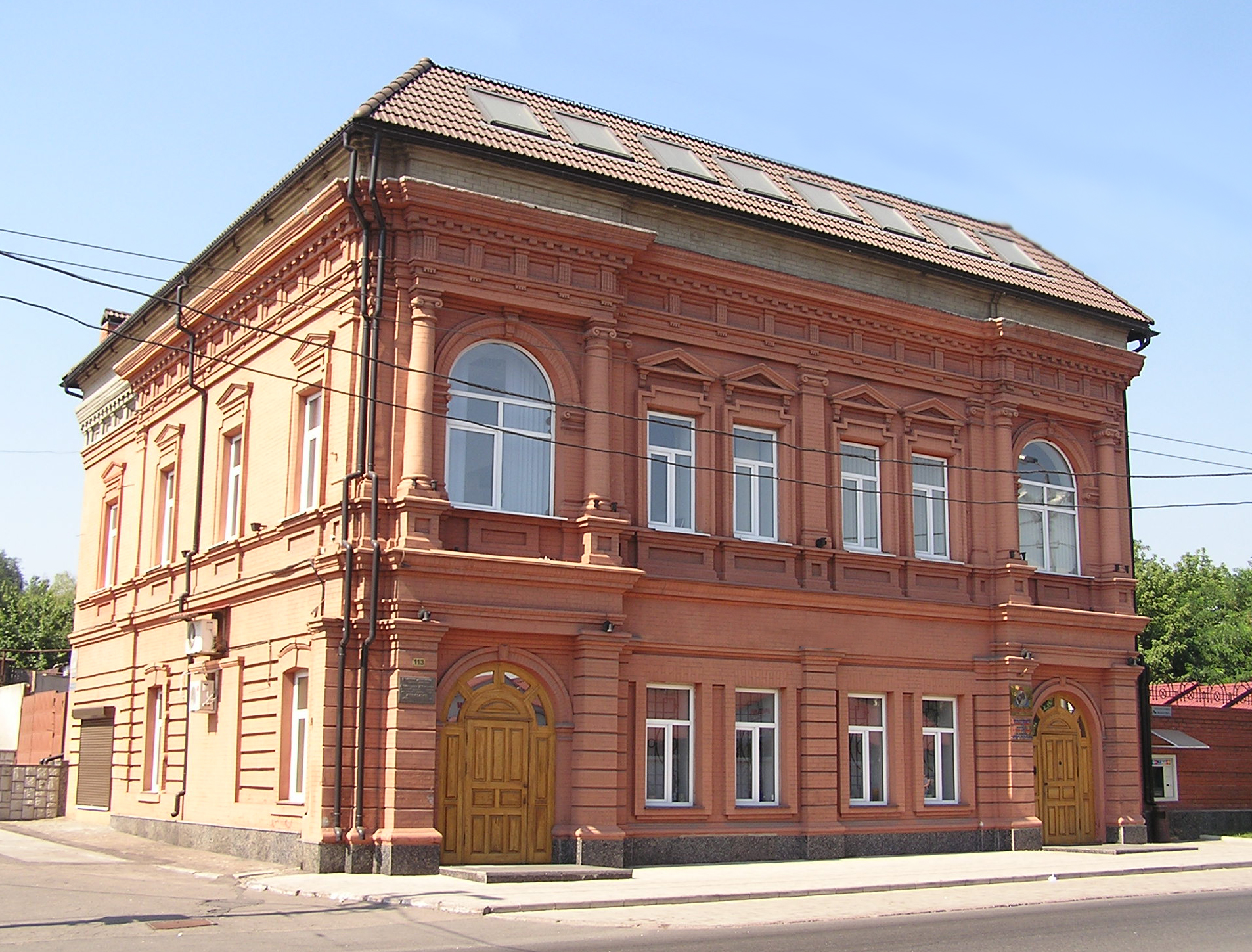
Школа для дітей англійської адміністрації Юзівського металургійного заводу
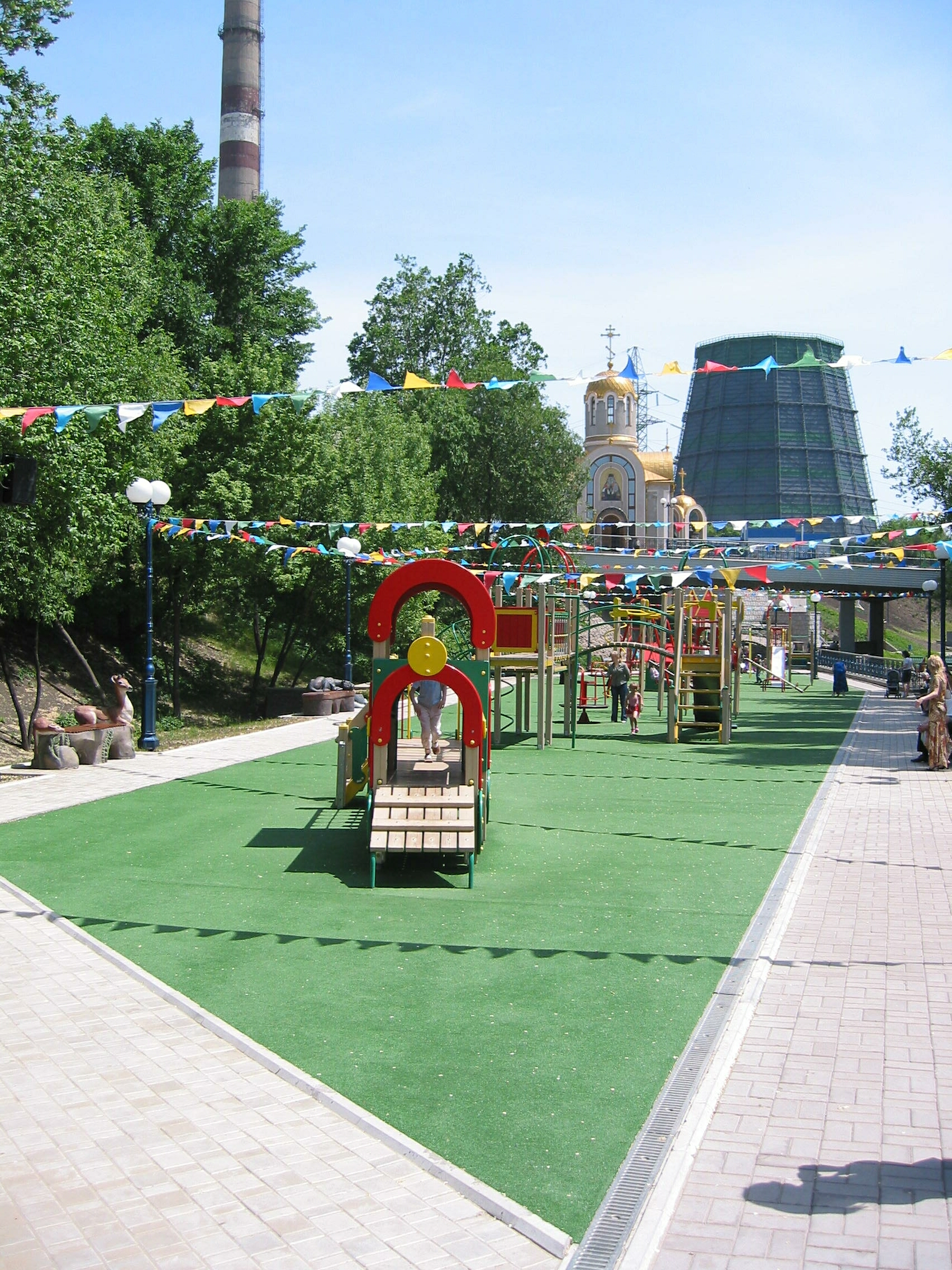
Спортивно-ігровий майданчик «Містечка посмішок»

### Завод на початку ХХ століття
Надалі продовжувався розвиток існуючих і будівництво нових цехів та агрегатів. Були побудовані і пущені в експлуатацію: у 1904 році — листопрокатний цех, у 1910 році — сортопрокатні стани 250, 350, 400, у 1912 — новий мартенівський цех.
Великий внесок у розвиток заводу зробили знамениті спеціалісти, які працювали на ньому, — металурги М. К. Курако та І. П. Бардін.

### Період Української Революції і Другої світової війни
Під час Української революції завод не працював. Після націоналізації, у 1919 році почалося відновлення зруйнованих виробництв. Завод знову запрацював усіма переділами. Виплавка чавуну і сталі, виробництво прокату в 1928 році досягнули рівня 1913 року, а до 1940 — перевищили його більш ніж удвічі.
З початку Німецько-радянської війни ДМЗ став випускати спеціальні марки металу для оборонної промисловості, авіаційні бомби, гранати. На час окупації завод завмер. Відступаючи, фашисти піддали його жорстокому руйнуванню. Було повністю знищено енергетичне господарство, підірвано колони будівель багатьох цехів, зруйновано виробничі агрегати. Завдяки самовідданій праці донецьких металургів уже через п'ять місяців після звільнення міста від окупантів були відновлені і пущені в експлуатацію мартенівська піч No4, доменна піч і прокатні цехи.
За успішну роботу по відбудові виробничих агрегатів і забезпеченню фронту металом колективу Донецького металургійного заводу десять разів присуджувався перехідний Червоний Прапор Державного комітету оборони СРСР, який залишено заводу на постійне зберігання.

### Післявоєнні роки
В післявоєнні роки на підприємстві модернізуються старі і будуються нові цехи, впроваджуються передові технології: у 1950 році — освоєно систему паровипарювального охолодження елементів мартенівських печей, у 1953 році — пущено листопрокатний стан 2300, у 1960 — першу у світі промислову установку безперервного розливання сталі [джерело?] та ін. У 1966 році за успішне виконання завдань по випуску металу завод нагороджено орденом Леніна. За внесок у розвиток чорної металургії на честь 100-річчя з дня заснування Донецький металургійний завод нагороджено орденом Жовтневої Революції.
Продовжувалася подальша реконструкція заводу в напрямку спеціалізації з випуску якісних і легованих сталей.
У 1974 році введено в експлуатацію заготовочний стан 950/900, у 1976 — кисневу станцію, у 1978 — електросталеплавильну піч № 1, установку грануляції доменних шлаків, у 1979 — електросталеплавильну піч No2, у 1980 — установку по приготуванню і вдуванню в горн доменної печі пиловугільного палива, у 1985 — комплекс устаткування для виробництва синтетичних шлакоутворюючих сумішей, цех ремонту устаткування, реконструйовано з установленням нових верстатів механічний цех, у 1994 році — цех тонкостінних труб.

## Завод наприкінці ХХ— на початку XXI століття
У 1996 році Донецький металургійний завод ім. Леніна перетворено у відкрите акціонерне товариство «Донецький металургійний завод».
Через рік почалася реалізація інвестиційного проєкту, за яким компанія «MetalsRussia» (Велика Британія) інвестувала в електросталеплавильний комплекс ОАО «ДМЗ» устаткування для модернізації електросталеплавильної печі обтискного цеху. В асортименті продукції, що випускалася, з'явилися високолеговані марки сталі.
З початку 1998 року завод став випускати шестиметрову квадратну заготовку на додаток до чотириметрової, яка випускалася раніше. В ході реалізації інвестиційного проєкту ВАТ «ДМЗ» в економіку України були залучені корпоративні інвестиції, завдяки чому завод одержав від італійської компанії «Danieli» металургійне оснащення, що випереджає існуючі європейські аналоги як мінімум на 4 роки. З вересня 1998 року підприємство почало функціонувати в рамках дії Закону України «Про спеціальні економічні зони і спеціальний режим інвестиційної діяльності на територіях пріоритетного розвитку в Донецькій області».
Наприкінці 1999 року в результаті реструктуризації зі складу ВАТ «ДМЗ» виділився міні-металургійний завод «ІСТІЛ-ДМЗ», створений на базі електросталеплавильного й обтискного цехів. У цей же час почалися роботи з реконструкції доменної печі No2, модернізації установки безперервного розливання сталі мартенівського цеху.
Початок століття завод зустрів як беззбиткове сучасне підприємство повного циклу. І здійснилося це завдяки реструктуризації заводу та залученню значних інвестицій. Так, внаслідок реструктуризації було створено цілий ряд незалежних підприємств, які працюють у комплексі на договірних умовах. Тобто керівництво усвідомило, що майбутній розвиток заводу залежить від того, як з самого початку будуть реструктуризовані основні цехи, яку конкурентоспроможну продукцію будуть випускати, як раціонально побудувати організаційно-управлінську структуру, як ефективно будуть працювати маркетингові і комерційні служби і, нарешті, який прибуток будуть одержувати самостійні структури, які задіяні у відкритому акціонерному товаристві «Донецький металургійний завод».
Перспективи майбутнього закладені в інвестиційних проєктах по реструктуризації основних цехів: доменного — ТОВ «Феррит», мартенівського — ЗАТ «ММЗ ІСТІЛ (Україна)» і допоміжних цехів — ТОВ «Калтоп», ЗАТ «ЦНДІвтормет».
Заслуговує уваги одне з найсучасніших підприємств — міні-металургійний завод «ІСТІЛ-Україна». Це технологічний модуль, який відповідає сучасному світовому рівню. Він уже другий рік діє на заводі, має сертифікат ISO 9002 від TUV-NORD (Німеччина) і виробляє до мільйона тонн сталі на рік. Сюди вкладені іноземні інвестиції (понад 85 млн дол. ISFIL Group., США).
Перетворення найстарішого в Донецьку підприємства в акціонерне виявилося взаємовигідним як для закордонних інвесторів, так і для колективу ВАТ «Донецький металургійний завод»: не тільки загальна інфраструктура, але й інтереси — випускати метал підвищеного попиту. На кожній ділянці виробництва найновіші установки і технологічні процеси. З відновленням виробництва значно покращилися й умови праці металургів. Шанси на подальший перспективний розвиток як міні-металургійного, так і основного металургійного заводу однакові.
У фахівців, які знають завод не один десяток років, є можливість порівняти колишні і нинішні умови праці і виробничі процеси в його цехах. Їхня думка однозначна: підприємство набуває сучасного вигляду, поступово досягає європейського рівня виробництва металу. А це значить, що добробут трудівників заводу починає зростати. І люди усе більше переконуються в перевагах вільної ринкової економіки.
Цікавим є інвестиційний проєкт ТОВ «Феррит», який вже успішно реалізується й у ньому визначено майбутнє заводу. Це проєкт з випуску чавуну на суму 20 млн дол. США. Інвестиції від запасних інвесторів надійшли у вигляді устаткування, оснащення, інвентаря, коштів. Обсяг реалізації робіт, послуг у пропонованому інвестиційному проєкті склав 235715 тис. грн. у 2000 році зі збільшенням обсягу виробництва до 353600 тис.грн. у 2007 році. Сумарні витрати — 209664 тис. грн. і 302516 тис. грн. на рік відповідно. Виходячи з цих показників, здійснення проєкту дозволить створити постійно діюче прибуткове підприємство.
У травні 1997 року загальними зборами акціонерів було прийняте рішення про затвердження статуту ЗАТ «ЦНДІвтормет» і ТОВ «Калтоп». Після двох років роботи фінансово-економічними службами заводу й управлінням економічного прогнозування було здійснено аналіз господарської діяльності і вироблено рекомендації щодо поліпшення виробничих і фінансових показників їхньої діяльності. У цілому робота цих підприємств оцінена позитивно (особливо ефективно вони працюють починаючи з 2000 року), що ще раз підтверджує правильність обраних напрямків і методів реструктуризації ВАТ «ДМЗ» (у тому числі вироблення довгострокової стратегії розвитку товариства, перетворення його в холдингову структуру) і необхідність її продовження з урахуванням інтересів акціонерів, трудового колективу і суспільства в цілому.
Обрана ВАТ «ДМЗ» схема реструктуризації дозволяє звільнити основне виробництво від невиробничих затрат, а також надає новим потенційним інвесторам можливість придбати досить велику частину вузькопрофільного об'єкта, який інвестується. При завершенні реструктуризації інвестиційне поле істотно розширюється, об'єкт стає привабливішим, він не успадковує усіх тих боргових зобов'язань, які має сьогодні головне акціонерне товариство.

## Російсько-українська війна (2022)
У березні 2022 року до Донецького металургійного заводу стало приїжджати багато машин швидкої допомоги та бригад реанімації у вечірній час доби. Робітники заводу повідомили, що в доменній печі спалюють чорні пакети, після чого в районі комбінату стоїть запах гару.

### Сучасна специфіка, переваги та недоліки заводу
В умовах агресивного конкурентного середовища торговельна марка ВАТ «ДМЗ» достатньо широко представлена на світовому ринку. Експорт продукції завод здійснює у всі регіони СНД, у країни Прибалтики, у країни Південно-Східної Азії, на Близький Схід, у країни Східної і Західної Європи. На внутрішньому ринку металопрокат ВАТ «ДМЗ» поставляється у всі області України. Таке стабільне становище заводу пояснюється наявністю низки переваг. ВАТ «ДМЗ» — сучасне підприємство повного металургійного циклу, здатне виконувати замовлення споживачів у досить стислі строки. Завод володіє виробничою можливістю оперативно виконувати як великі (постачання вагонних норм), так і дрібні замовлення (постачання менше вагона). Тому серед українських споживачів металопрокату є і такі великі заводи, як «Черніговавтодеталь», «Дніпровагонмаш», «Криворіжсталь», так і дрібні, що купують менше 1 тонни металу. При цьому покупці металопрокату виробництва ДМЗ відзначають високу якість прокату, а також широкий спектр марочного складу, що випускається заводом, від виробництва звичайних марок сталі до легованих. Окрім цього, привабливою якістю в роботі із заводом для споживача є організаційна сторона покупки металу. Часовий проміжок від надходження заявки, узгодження сортаменту і ціни до підписания договору коливається від 4 до 7 днів. Однією з переваг ВАТ «ДМЗ» є те, що завод виробляє монопольну продукцію, а саме лемішну, грейдерну смужки, смугу перемога, смужку для склорізного ножа («голландський профіль») і так далі. Наявність монопольного сортаменту дозволяє підтримувати стабільне становище в сільськогосподарській і суднобудівельній галузях. Також зміцненню становища ВАТ «ДМЗ» на внутрішньому і зовнішньому ринках сприяє наявність металобаз і представництв (Білорусь, Узбекистан), що дозволить торговельній марці ВАТ «ДМЗ» закріпитися на традиційному ринку збуту — Білорусь — і освоїти нові ринки Середньої Азії. Таким чином, ВАТ «Донецький металургійний завод» володіє низкою переваг, які дозволяють заводу зберегти свої позиції в металургійній галузі й освоювати нові ринки збуту: висока якість металу, широкий спектр марочного складу, мобільність розміщення замовлення.
За рахунок масштабів виробництва собівартість металопрокату вказаних вище комбінатів набагато нижча, ніж собівартість прокату ВАТ «ДМЗ», а тому і ціни, з якими ці заводи виходять на ринок. Конкуренція ВАТ «ДМЗ» з українськими меткомбінатами можлива лише при продажі монопольного асортименту. ВАТ «ДМЗ» працює в досить агресивному конкурентному середовищі, яке характеризується як сезонним падінням попиту на металопрокат, так і загальним надвиробництвом на світовому ринку металу. Проте, володіючи низкою переваг, ВАТ «ДМЗ» зайняв свою нішу як на внутрішньому ринку, так і на зовнішньому, експортуючи свою продукцію більш ніж у 50 країн світу.
Прокатне виробництво ВАТ «ДМЗ» має ряд переваг у порівнянні з конкуруючими українськими підприємствами, до яких належать:
- маневреність станів, яка забезпечує можливість виробництва прокату малотоннажними партіями широкого мірно-марочного і профільного сортаменту при менших витратах виробництва;
- наявність ливарного стану і принципова можливість освоєння з їх допомогою нових фасонних профілів, які мають попит, яких не виробляють на безперервних сортових станах;
- безперебійна забезпеченість сортовою і листовою заготівкою в широ-кому марочному сортаменті в заданих обсягах і в необхідні терміни.

## Діяльність компанії
Компанія спеціалізується на виробництві:
- ливарного і передільного чавуна;
- більше 100 різновидів вуглеродних, конструкційних, низьколегованих, легованих звичайної якості, якісних і високоякісних марок сталі;
- церковних дзвонів з кольорового високоякісного сплаву;
- сталевих електрозварних труб з прямим швом та металевих меблевих каркасів;
- шлакоутворюючих сумішей, гранульованих шлаків і будматеріалів.

ПрАТ «Донецьксталь»-металургійний завод" визнаний Англійським Регістром Ллойда як виробник сталі й напівфабрикатів з її (слябів і злитків мартенівського виробництва з вуглеродних і вуглеродно-марганцовистих марок сталі нормальної й підвищеної міцності) за Правилами Регістра.
Сляби із суднової конструкційної сталі нормальної міцності марок GL-A і GL-B сертифіковані за правилами Germanischer Lloyd.

## Директори (генеральні директори) Донецького металургійного заводу
- 1869—1889 — Юз Джон
- 1889—1903 — Юз Артур Девід і Юз Івор Едвард
- 1903–1908 — Андерсон Яків Іванович
- 1908—1918 — Свіцин Адам Олександрович
- 1920—1921 — Толмачов (Титов) Макар Георгійович
- 1921—1924 — Макаров Іван Гаврилович
- 1932—1937 — Макаров Іван Гаврилович
- 1937—1939 — Мармазов Я.М.
- 1939—1941 — Лядов С.А.
- 1943—1947 — Андрєєв Павло Васильович
- 1947—1953 — Баранов Кузьма Васильович
- 1953—1970 — Єктов Іван Михайлович
- 1970—1981 — Єфименко Сергій Петрович
- 1981—1986 — Ігнатьєв Станіслав Миколайович
- 1986—1994 — Слєднєв Володимир Петрович
- 1994—2012 — Риженков Олександр Миколайович